# Silno (województwo pomorskie)
Silno (niem. Frankenhagen) – wieś w Polsce położona w województwie pomorskim, w powiecie chojnickim, w gminie Chojnice przy linii kolejowej Chojnice-Tuchola (stacja kolejowa PKP „Silno”) i przy trasie drogi wojewódzkiej nr 240. Połączenie z centrum Chojnic umożliwiają autobusy komunikacji miejskiej (linia nr 2).
We wsi znajduje się Kościół rzymskokatolicki pw. Niepokalanego Serca Najświętszej Maryi Panny oraz szkoła podstawowa, funkcjonuje również Wiejski Dom Kultury.
W latach 1975–1998 miejscowość położona była w województwie bydgoskim.
Pod administracją zaboru pruskiego wieś nosiła nazwę niem. Frankenhagen.
Z miejscowości tej pochodzi posłanka Sejmu IV i V kadencji Renata Beger.

## Historia
Pierwsza wzmianka o Silnie pochodzi z 1319 roku. W 1358 roku komtur Człuchowski Henryk von Thaba wystawia dokument młynarzowi dotyczący młyna. Dyplom lokacyjny dla wsi został wystawiony w połowie czternastego wieku, wtedy to wieś liczyła 61 łanów i była lokowana na prawie chełmińskim.
Silno w tym czasie było parafią aż do 1435 roku. Kościół w Silnie od 1435 roku nieprzerwanie stanowił filię parafii ostrowickiej. W XVI wieku wzniesiono tu drewniany kościół pod wezwaniem św. Anny, częściowo konstrukcji ryglowej, od strony ołtarza wypełniony pacą. Świątynia otoczona była cmentarzem, na którym usytuowana była drewniana wolnostojąca dzwonnica z dwoma dzwonami. Szczegółowy jej opis zawiera wizytacja ks. Trebnica z 1652/1653 roku oraz wizytacja archidiakona kamieńskiego ks. Jezierskiego z 1695 roku. Kościół posiadał trzy ołtarze, w głównym znajdował się obraz Matki Bożej Niepokalanie Poczętej, w bocznych: Jana Ewangelisty i św. Wojciecha. Na belce tęczowej zawieszony był krzyż. Świątynia wyposażona była w zdobioną chrzcielnicę, ławy, konfesjonał, ambonę i chór. Wizytator Jezierski wymienia ponadto pozłacaną puszkę do przechowywania partykuł konsekrowanych oraz rzeźbione i pozłacane tabernakulum. Nabożeństwa – co drugą niedzielę – odprawiał proboszcz z Ostrowitego. Po pożarze kościoła w Ostrowitem jego proboszcz przeniósł się do Silna, gdzie w miejscowym kościele odprawiał nabożeństwo w każdą niedzielę i dzień świąteczny. W 1752 roku na miejscu spalonego kościoła silnieńskiego wybudowano nowy z muru pruskiego z drewnianą wieżą.Do kościoła w Silne należały cztery włóki ziemi które proboszcz ostrowicki wydzierżawiał. Pleban ostrowicki otrzymywał z Silna od jednej włóki gburskiej korzec żyta.
Silno to jedna z pierwszych miejscowości, do których Krzyżacy sprowadzili w XV wieku kolonistów z Dolnej Saksonii. Stworzyli oni tutaj enklawę niemiecką, która później została nazwana Kosznajderią. Po 1466 r. była własnością królewską, wówczas znajdowała się w starostwie tucholskim
W XVI wieku i na początku XVII we wsi było 21-24 gburów, którzy użytkowali po 2 włóki ziemi płacąc za nie czynsz 30 groszy od włóki 4 korce owsa oraz 18 groszy tzw. pieprzowego, zobowiązani byli też pracować w folwarku piastoszyńskim i pomagać młynarzowi w czasie powodzi. W czasie potopu Szwedzkiego zginęła większa część ludności co przyczyniło się do zubożenia wsi. W pierwszej połowie XVI wieku pojawili się w miejscowości zagrodnicy i chałupnicy którzy za użytkowanie zagrody lub pańskiej chałupy świadczyli robociznę w folwarku w Piastoszynie.
W 1772 roku w Silnie mieszkało 166 mieszkańców którzy wszyscy byli katolikami, było kilkanaście rodzin kmiecych, rodzina karczmarza, młynarza, kowala, krawca, 4 rodziny chałupników, 4 rodziny robotników, pasterza, owczarza, 34 parobków i 15 dziewek oraz 4 stare kobiety utrzymujące się z żebractwa. Według spisu pruskiego głów rodzin z 1772 roku w Silnie mieszkali: Laczkowski Mathews sołtys, Pokrziwinski Matthes sołtys, Schreiber Hans kmieć, Thiede Hans kmieć, Thiede Jacob kmieć, Gatza Joseph kmieć, Schreiber Hans junior kmieć, Furiy Mathes kmieć, Thiede Andreas kmieć, Goentze Andreas kmieć, Behrend Hans senior kmieć, Patzky Hans kmieć, Latzke Andreas kmieć, Berend Hans junior kmieć, Grabowitz Andreas kmieć, Forle Joseph kmieć, Patzke Peter kmieć, Gerschewsky Georg młynarz, Frentz Martin chałupnik, Gehrs Simon chalupnik, Gehrs Joseph chałupnik, Gehrs Peter chałupnik, Redwantz Jacob kowal, Brauer Paul robotnik, Brügmann Michael robotnik, Thiede Joseph robotnik, Nölck Hans robotnik, Nölck Michael krawiec, Punck Martin pasterz, Peck Casimir owczarz.

## Zabytki

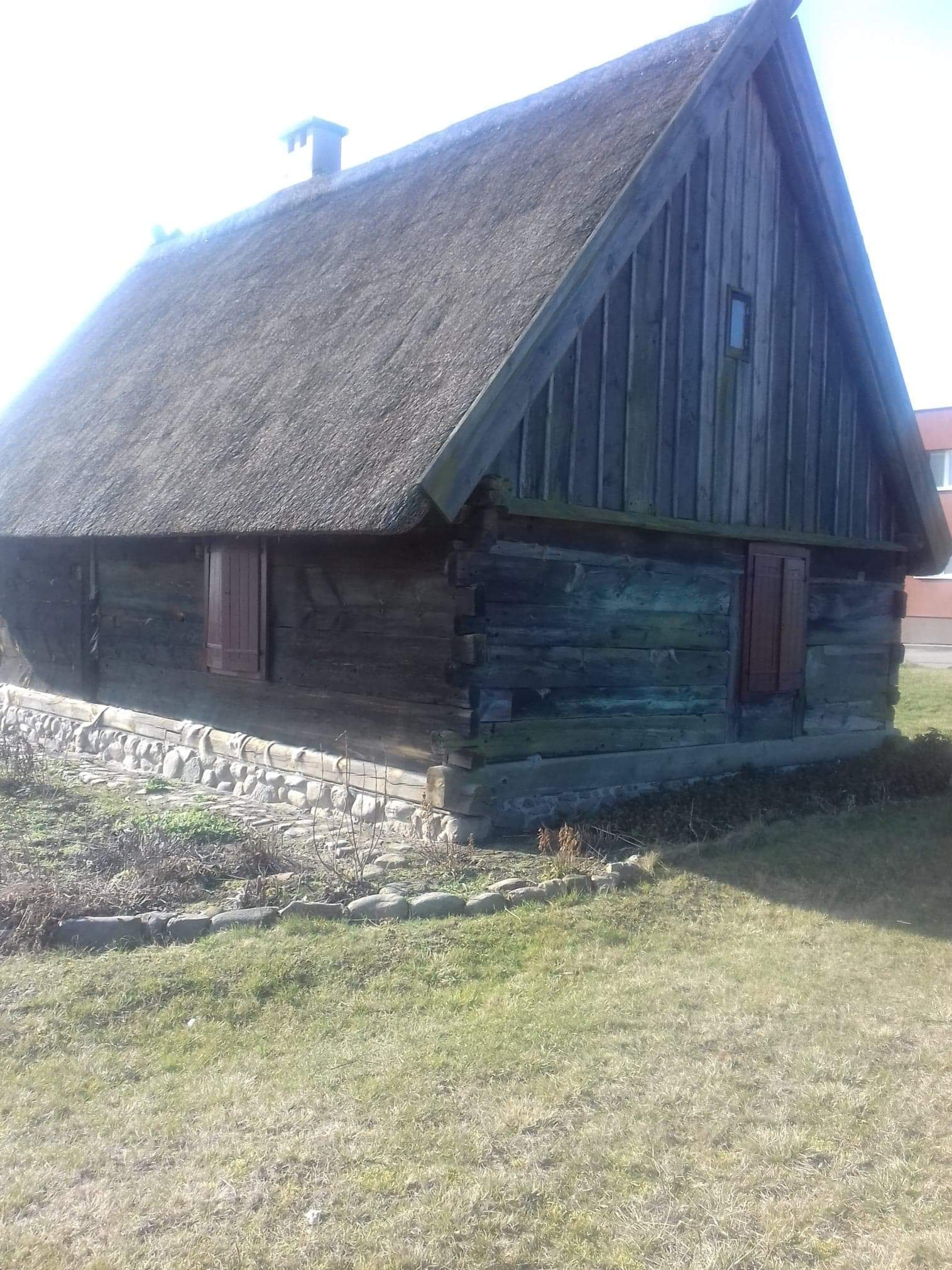
chata po kosznajdrach w Silnie

Według rejestru zabytków NID na listę zabytków wpisane są:
- zespół dworski z początku XX w., nr rej.: 164/A z 15.01.1985: stanowiący dwór i park
- drewniana dziewiętnastowieczna chata podcieniowa nr 44 – „betlejemka”, nr rej.: 292 z 8.01.1954.